# Edward Williams
Edward Gordon Williams (ur. 20 lipca 1888 w Honiton, zm. 12 sierpnia 1915 w Béthune) – brytyjski wioślarz i oficer, brązowy medalista olimpijski.
Kształcił się w Eton College i Kolegium Trójcy Świętej University of Cambridge. Trzykrotnie brał udział w The Boat Race: w 1908 roku odniósł zwycięstwo, a w latach 1909 i 1910 porażki.
Wystąpił na igrzyskach olimpijskich w Londynie w 1908 roku, gdzie brytyjska osada Cambridge w składzie: Frank Jerwood, Eric Powell, Oswald Carver, Edward Williams, Henry Goldsmith, Harold Kitching, John Burn, Douglas Stuart i Richard Boyle zdobyła brązowy medal. Był to jego jedyny start olimpijski.
W latach 1911-1913 był urzędnikiem kolonialnym w północno-zachodniej Rodezji (obecnie Zimbabwe).
Brał udział w I wojnie światowej jako podporucznik Grenadier Guards. Wkrótce awansowany na porucznika. Zginął w walce 12 sierpnia 1915 w okolicach francuskiej miejscowości Béthune.